# 939 a.C.
939 a.C. foi o ano do calendário gregoriano que precedeu 940 a.C. e sucedeu 938 a.C..

## Eventos
Segundo o cientista inglês Isaac Newton, foi quando se iniciou a expedição dos argonautas em busca do velo de ouro.